# 阿爾德斯普林斯 (加利福尼亞州格倫縣)
阿爾德斯普林斯（英語：Alder Springs）是位於美國加利福尼亞州格伦縣的一個非建制地區。該地的面積和人口皆未知。

## 地理
阿爾德斯普林斯的座標為39°39′04″N 122°43′32″W / 39.65111°N 122.72556°W，而該地的平均海拔高度為1358米（即4455英尺）。